# Giordano Bellei
Giordano Bellei (Bomporto, 16 agosto 1944) è un ex calciatore italiano, di ruolo centrocampista.

## Carriera
Nella stagione 1963-1964 ha disputato 7 partite in Serie A con il Modena, ed in quella successiva ha disputato altre 5 partite in Serie B con i canarini.
Negli anni successivi ha giocato in Serie C con il Pescara e in Serie D con Parma ed Acquapozzillo, con cui ha conquistato la promozione in Serie C al termine della stagione 1968-1969.

### Dopo il ritiro
È dirigente della polisportiva ASD Soccer Saliceta di Modena, città dove vive.

## Palmarès

### Club

#### Competizioni nazionali
- Serie D: 1

Acquapozzillo: 1968-1969